# Nordgau (comté)
Pour les articles homonymes, voir Nordgau.
vers 870 – 1130
(environ 260 ans)
Entités précédentes :
- Duché d'Alsace

Entités suivantes :
- Landgraviat de Basse-Alsace
- Principauté épiscopale de Strasbourg
- Comté de Dabo

Le comté de Nordgau (en latin : comitatus Nortgowe ou Nortgovia) est une ancienne subdivision territoriale du royaume de Francie orientale puis du Saint-Empire romain germanique au Moyen Âge.
Situé sur la partie nord de la plaine d'Alsace, ce comté apparaît probablement vers 870 et n'est dénommé « Nordgau » qu'à la fin du IXe siècle. Avec le comté de Sundgau, il succède au duché d'Alsace puis est rattaché au duché de Souabe en 925.
Les comtes de Nordgau sont issus de la famille des Eberhardiens, également appelés « d'Eguisheim » et descendants probables des anciens ducs d'Alsace et de la dynastie des Étichonides. D'autres seigneurs émergent progressivement au sein du comté, notamment les évêques de Strasbourg dont le pouvoir et le domaine seigneurial commencent à s'accroître dans le Nordgau à partir du Xe siècle.
Le comté disparaît au cours du XIIe siècle au profit du landgraviat de Basse-Alsace, créé pour affaiblir l'influence des ducs de Souabe dans la région.

## Histoire
Au Ve siècle, avant le règne Clovis Ier, la partie méridionale de la plaine d'Alsace (en latin : pagus méridionalis) est comprise dans la Gaule lyonnaise, pays des Séquanes (aussi nommée Gaule celtique) qui devient plus tard le comté de Sundgau ou Haute-Alsace. La partie septentrionale (pagus septentrionalis) forme, quant à elle, le Nordgau (en français : comté ou gau du nord) puis la plus tard la Basse-Alsace qui constitue l'ancien territoire des Médiomatriques au sein de la province romaine de Germanie première. Il faut cependant distinguer ce comté du margraviat de Nordgau situé en Bavière et remplacé au XIe siècle par l'évêché de Bamberg.
Le comté de Nordgau est constitué de trois canton principaux : le pays de Kircheim (ou de Troningue), le pays de Haguenau et le Vasgau (ou Wasgovia).
- Le pays de Kircheim : nommé aussi Troningue dans un diplôme de Dagobert II, il s'étend de Sélestat jusqu'à la rivière la Sour. Le château de Kircheim s'y dresse non loin de « Marleim » (probablement Marlenheim, entre Strasbourg et Saverne). Les lieux importants sont Strasbourg, Marleim, Herinstein, Sélestat, Eboresheim, Hohembourg, Haselach, Andlau, Altorf et Bischem.
- Le pays de Haguenau : situé entre les rivières Moter et Sour, il est constitué de grandes forêts habitées par des ermites lui donnant ainsi le nom de « Forêt sainte ». Les principaux lieux sont Haguenau, Saloissa, Surbourg et Biblisheim.
- Le Vasgau : ce territoire s'étend au nord-est des Vosges jusqu'à Weissembourg. Les lieux importants sont Saverne, Neuvillers, Cella Leobardi et Dabo.

À l'époque mérovingienne, le Nordgau appartient au royaume d'Austrasie. Sous le règne de Charlemagne, les deux comtés de la plaine d'Alsace (Nordgau et Sundgau) sont unies pour former à nouveau un duché sous l'autorité de Lothaire Ier. Ce duché est appelé ducatus Helisacensis. Le comté du Sundgau revient à la maison de Habsbourg ; celui du Nordgau, après avoir eu ses landgraves laïques jusqu'en 1359, passa sous la domination des évêques de Strasbourg.
Les comtes sont subordonnés aux ducs et administrent la justice sur un territoire nommé pagus ou gau. Ils sont assistés de sept ou douze échevins et de centeniers qui occupent le rôle de bailli et qui jugent en première instance les causes des citoyens. À cela s'ajoutent les Missi dominici ou commissaires royaux chargés de parcourir les comtés et de veiller à ce que la justice soit bien administrée ; ils sont sous la surveillance des évêques. Le comte palatin, qui est juge de la cour, préside les appels en dernier ressort. En temps de guerre le comte commandait d'ailleurs les troupes qu'il lève et s'il se situe sur les frontières on le nomme alors margrave.